# (131323) 2001 GE11
(131323) 2001 GE11 (2001 GE11, 2002 RJ90) — астероїд головного поясу, відкритий 15 квітня 2001 року.
Тіссеранів параметр щодо Юпітера — 3,250.